# Vrbas (Stadt)

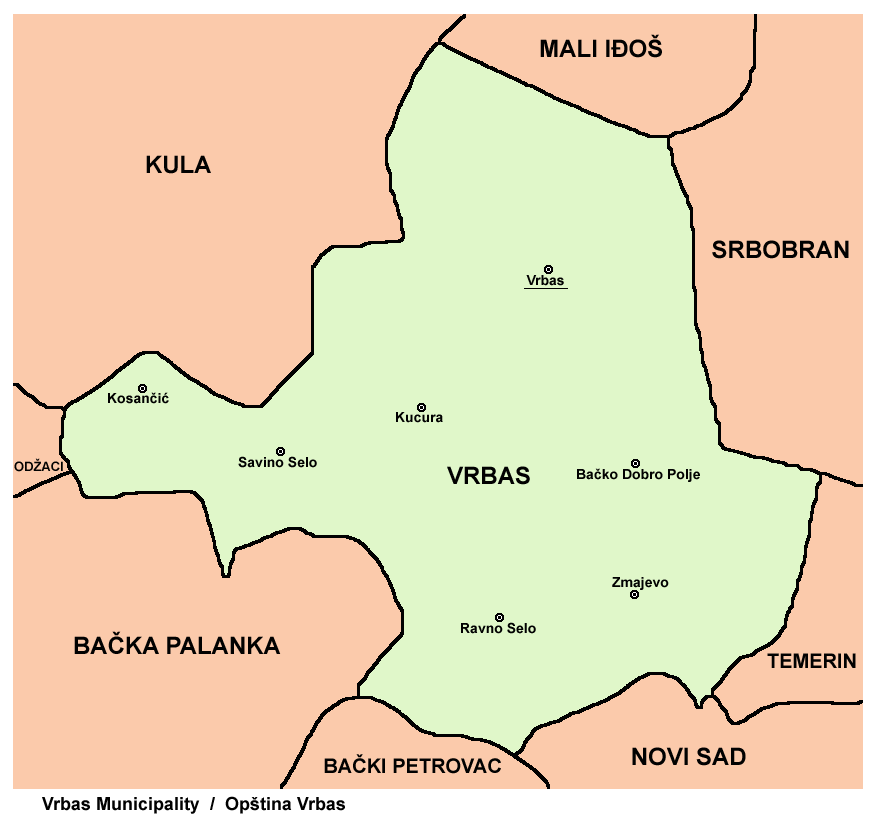

Vrbas (serbisch-kyrillisch Врбас, ungarisch Verbász, rusinisch Verbas, deutsch Werbass) ist eine Stadt im Bezirk Južna Bačka der serbischen autonomen Provinz Vojvodina mit 24.112 Einwohnern; sie ist Sitz der Opština Vrbas mit 42.092 Einwohnern. Der Ort liegt am Großen Batschka-Kanal.

## Name
Der heutige Name geht auf das urslawische Wort „vrba“ = Weidenbaum zurück. Dabei handelt es sich um einen Lokativ des Plurals. Ein Zusammenhang mit dem bosnischen Ort Vrbas, welcher auf das lateinische Grundwort „urb“ zurückgeht und in mehreren Urkunden Urbate, Verbate oder Vrbate genannt wird, ist nach Meinung des Slawisten Franz von Miklosich eher auszuschließen.

## Geschichte

### Antike und frühes Mittelalter
Die erste bekannt schriftliche Erwähnung von Vrbas datiert von 1387. Allerdings liegt die Entstehung von Vrbas viele Jahrhunderte zurück. Während archäologischer Ausgrabungen fand man neolithischen Siedlungen. Diese waren teilweise im Wald vergraben und an den Wänden der Häuser fand man Flechtwerke. Haus- und Nutztier wurden ebenfalls dokumentiert. Siedlungen aus der Bronzezeit sind ebenfalls gefunden worden. Mit der Ankunft der Kelten begann in der zweiten Hälfte des 4. Jahrhunderts v. Chr. der umfangreiche Einsatz von Keramik, sowie die Massenproduktion von Eisenwerkzeugen und Waffen aus der Schmiede. Auf dem Gebiet von Vrbas befand sich auch ein keltisches Oppidum, eine befestigte Siedlungen mit Markt- und Verteidigungsfunktion. Ab dem 1. Jahrhundert v. Chr. gehörte die Region um Vrbas zum Barbaricum, das ans Römisches Reich angrenzende und nach römischer Vorstellung von „Barbaren“ bewohnte war. In der Völkerwanderungszeit stießen Sarmaten und Franken, aber vor allem Awaren, Slawen und Bulgaren in die Region vor, die das Gebiet um Vrbas besiedelten. Ihnen folgten finno-ugrische Stämme. Trotz der ersten schriftlichen Erwähnung der Stadt 1387, wird das Jahr 1213 als Gründungsjahr angesehen.

### Weitere Entwicklung
Auf dem Gebiet von Vrbas siedelten überwiegend Slawen. Zwischen dem 16. Jahrhundert und Anfang des 18. Jahrhunderts waren es hauptsächlich Serben, von denen manche durch Kriege, Überschwemmungen und Krankheiten ihre Heimat verlassen mussten. Hinzu kam es ab 1720 zu großen Veränderungen in der ethischen Zusammensetzung, denn zahlreiche Serben zogen nach Russland oder ins benachbarte Banat. Hingegen zogen Russinen, Deutsche und später Ungarn in die Region. Russinen besiedelten Vrbas erstmals 1745 und Deutsche folgten ihnen 40 Jahre später.
Das heutige Vrbas befindet sich auf dem Gebiet des ehemals überwiegend serbisch besiedelten Stari Vrbas (Alt-Werbass) und des im Jahre 1785 nach dem Toleranzedikt Josephs II. vornehmlich von deutschen Protestanten neugegründeten Neu-Werbass.

### Die Ansiedlung der Deutschen und Gründung von Neu-Werbaß
Am 21. Dezember 1781 wurde das Toleranzpatent für Ungarn verkündet. Die Initiative ist von Joseph II. selbst ausgegangen. Anders als bei Kaiserin Maria Theresia versprach dieses Edikt den Nichtkatholiken auch Zuerkennung der „Ansässigwerdung“, hier das Ansiedlungsrecht sowie die bürgerliche Freiheit und Gleichberechtigung.
Entsprechend der Anweisung der Somborer Administration vom 30. April 1785 war bestimmt worden, dass im Zuge der sogenannten josephinischen Ansiedlungsperiode drei neue Dörfer (Tscherwenka, Palanka und Neu-Werbass) für evangelische Kolonisten gegründet werden sollten. In und um Alt-Werbass waren Sessionalgründe freigeworden, weil Serben (Raizische Kameralinsassen) die Felder, die sie nicht mehr bearbeiten konnten oder wollten, aufgegeben hatten. Dadurch konnten 280 Reichseinwandererfamilien mit jeweils einer halben Session ausgestattet werden. Eine Session umfasste in der Regel 32 Joch à 1100 Quadratklafter (entspricht 18,5 Hektar). Handwerker und Taglöhner (14,3 %) wurden in der Kleinhäuslergasse angesiedelt. Eine administrative Trennung zwischen den beiden Gemeinden Alt-Werbass und Neu-Werbass erfolgte nach geometrischer Vermessung durch den Geodäten Köröskényi mittels neuangelegter Erdhaufen. 1824 wurde die evangelische Kirche fertiggestellt. Davor fanden die Gottesdienste in provisorisch errichteten Bethäusern statt. 1798 wurde die evangelische Schule gegründet. Um 1830 gab es rund 200 deutsche Katholiken in Alt-Werbass. Sie gehörten anfangs zur Pfarrei Kula. In Alt-Werbass ist seit dem Jahre 1830 eine katholische Schule bezeugt.
Ab dem 19. Jahrhundert wurden der Große Batschka-Kanal errichtet, der neben Vrbas verläuft und einerseits zur Bewässerung der fruchtbaren Ackerböden, andererseits als Binnenschifffahrtswege zwischen Donau und Theiß diente.
Im März 1883 wurde die Eisenbahnstrecke Budapest – Semlin und der Bahnhof Neu-Werbaß eröffnet. Der neuerrichtete Bahnhof war als Umsteigebahnhof von überregionaler Bedeutung gebaut worden, weil sich hier in Neu-Werbass die Strecke Sombor – Senta kreuzen sollte.
In den 1920er Jahren wurde im Ort ein deutschsprachiges Realgymnasium für die jugoslawiendeutsche Minderheit gegründet.
Nach dem Einmarsch der jugoslawischen Volksbefreiungsarmee und Partisanen Ende 1944 wurden die beiden Gemeinden zur Stadt Vrbas vereint, die neugebildete Verwaltung der Stadt nannte sich „Mesni odbor“.

### Vrbas im Zweiten Weltkrieg
Mit Beginn des Zweiten Weltkrieges wurden alle wehrfähigen Männer des Ortes von der Jugoslawischen Armee zum Kriegsdienst eingezogen und kämpften gegen die Achsenmächte. Nach der Kapitulation der jugoslawischen Armee wurde Vrbas wieder Teil des Königreiches Ungarn. Die donauschwäbischen und ungarischen Einwohner des Ortes Neu Werbaß (heute Teil von Werbaß) wurden schnell aus der Kriegsgefangenschaft entlassen. Diese Männer wurden nun ungarische Staatsbürger und in Ungarn wehrpflichtig und nach dem Beginn des Russlandfeldzuges auch zur ungarischen Armee eingezogen. Im späteren Kriegsverlauf aufgrund eines Abkommens zwischen Ungarn und dem deutschen Reich wurden die deutschstämmigen Einwohner des Ortes zur Waffen-SS zwangsverpflichtet. Viele der älteren Jahrgänge meldeten sich mehrheitlich zur „Hipo“ (Hilfspolizei), um den Kriegsdienst zu umgehen.
Am 8. Oktober 1944 gab die Wehrmacht den Befehl zur Evakuierung. Dieser Befehl sorgte jedoch für Verwirrung. Er kam zu spät und war nicht eindeutig, sodass ein Großteil der deutschen Bevölkerung in ihren Häusern blieb. Am 19. Oktober 1944 rückte die Rote Armee ein, am 6. November 1944 übernahmen die Partisanen das Kommando in beiden Orten.
Im März 1945 wurde die nicht geflohene Bevölkerung von Vrbas von den Partisanen selektiert in arbeitsfähige und nicht arbeitsfähige (ältere Menschen, Kinder etc.). Die arbeitsfähigen Donauschwaben wurden in diverse Zwangsarbeitslager (meist in ehemaligen von Deutschen bewohnten Dörfern gelegen) oder in die Sowjetunion deportiert. Die als arbeitsunfähig selektierte Gruppe kam in die Vernichtungslager Jarek, Gakovo und Kruševlje, wo ein erheblicher Teil dieser Gruppe verhungerte oder an Krankheiten starb. Erst 1948 wurden die Lager auf Druck des Roten Kreuzes aufgelöst. Die überlebenden Donauschwaben durften jedoch zunächst Jugoslawien nicht verlassen und erst ab dem Jahr 1950 nach Entrichtung eines Kopfgeldes von rund 5 Bruttomonatslöhnen nach Deutschland ausreisen. Alle deutschsprachigen Einwohner von Werbaß wurden aufgrund ihrer ethnischen Zugehörigkeit mithilfe der Avnoj Dekrete 1944 pauschal entschädigungslos enteignet und ausgebürgert. Unter den 745 Todesopfern des Ortes sind auch die Umgekommenen der von dem Tito-Regime 1944/45 durchgeführten Deportation von Zivilpersonen aus dem Banat und der Batschka in die Sowjetunion mitberücksichtigt.

## Vrbas nach dem Zweiten Weltkrieg
Unter der kommunistischen Herrschaft wurde Vrbans zu Ehren von Josip Broz Tito umbenannt in Titov Vrbas (Titos Vrbas). Anfang der 1990er Jahre wurde dieser Namenszusatz wieder gestrichen.

## Sport
Der 1954 gegründete Handballverein RK Vrbas spielt zurzeit in der 1. Serbischen Handballliga. Ein ehemaliger bekannter Spieler des Vereins ist Milan Torbica.

## Bevölkerung

### Volkszählung des Königreichs Jugoslawien 1931
Die Volkszählung des Königreiches Jugoslawien im Jahre 1931 ergab für die beiden Gemeinden Stari Vrbas und Neu Werbass folgende Resultate:
| Religionszugehörigkeit | Stari Vrbas | Neu Werbass |
| ---------------------- | ----------- | ----------- |
| Serbisch-Orthodoxe     | 2006        | 547         |
| Römisch-Katholisch     | 860         | 1893        |
| Deutsche Protestanten  | 1707        | 5406        |
| Andere Christen        | 990         | 323         |
| Muslime                | 3           | 3           |
| Keine Angabe           | 19          | 189         |
| Gesamtbevölkerung      | 5585        | 8361        |

Anmerkung: Bei „Anderen Christen“ handelt es sich um Altkatholiken und um Orthodoxe aus der Ukraine und aus Bulgarien. Unter den „Römisch-Katholischen“ befinden sich Donauschwaben, Kroaten und Ungarn. Es gab auch Juden in beiden Gemeinden.

### Volkszählung der Republik Serbien 2011
Die Bevölkerung in der Gemeinde Vrbas setzte sich im Jahre 2011 hauptsächlich aus Serben (55 %) und Montenegrinern (17 %) zusammen. Bei der jüngsten Volkszählung 2011 wurden in der Gemeinde 42.092 Einwohner gezählt.
- Serben: 23.251 (55,24 %)
- Montenegriner: 7.353 (17,47 %)
- Russinen: 3.375 (8,02 %)
- Ungarn: 2.464 (5,85 %)
- Ukrainer: 836 (1,99 %)

## Religion
In Vrbas leben seit Jahrhunderten bedingt durch die große Vielzahl an verschiedenen Ethnien, Gläubige verschiedener christlicher Konfessionen. Vor dem Zweiten Weltkrieg lebten in Vrbas auch Juden. Heute ist der größte Teil der Bevölkerung Serbisch-orthodox.

### Serbisch-orthodoxe Kirche
Es stehen in Vrbas zwei Serbisch-orthodoxe Kirchen. Die staatlich als großes Kulturdenkmal geschützte, von 1730 bis 1738 erbaute Mariä-Tempelgang-Kirche, geweiht dem Hochfest Mariä-Tempelgang. Und die seit 2007 in Bau befindliche Christi-Himmelfahrts-Kirche, geweiht dem Hochfest der Christi Himmelfahrt.
Ebenfalls von großem Kulturwert ist die 1793 erbaute Kapelle Hl. Prophet Elias, auch als Kapela Vodica bekannt. Sie ist im typischen Kapellenbaustil der Vojvodina und von Slawonien gebaut und war anfangs der Hl. ehrwürdigen Mutter Petka Paraskeva geweiht.
Sie steht am Stadtrand von Vrbas in Richtung des Dorfes Bačko Dobro Polje und der Hauptstadt der Vojvodina Novi Sad.

### Griechisch-katholische Kirche
Auch zwei Griechisch-katholische Kirchen (Unierte Kirchen) stehen in der Stadt. Die von 1938 bis 1944 erbaute Mariä-Schutz-und-Fürbitte-Kirche ist eine Mischung aus dem traditionellen Baustilen der Vojvodina und der Ukraine. Sie ist dem Hochfest Mariä Schutz und Fürbitte geweiht. Vor der heutigen Kirche stand an gleicher Stelle eine 1892 erbaute ältere Griechisch-katholische-Kirche.
Und die 1960 erbaute Kirche Hl. apostelgleicher Fürst Vladimir, geweiht dem Hl. Vladimir I.

### Evangelisch-lutherische Kirche
Im Stadtzentrum steht die um 1824 erbaute Evangelisch-lutherische Kirche. Im Kirchenschiff befindet sich eine auffällige Freske die Martin Luther vor dem Wormser Gericht darstellt.

### Calvinistische Kirche
Die Kirche der Calvinisten wurde etwa zur gleichen Zeit erbaut wie die der Lutheraner (1820er Jahre), ist jedoch durch die damalige geringere Zahl an Gläubigen kleiner als diese. Auffälliges Merkmal und Kennzeichen der Calvinistischen Kirche, ist der Stern statt des Kreuzes auf der Kirchturmspitze.

### Römisch-katholische Kirche
1872 wurde in Vrbas die erste Römisch-katholische Schule eröffnet. Und 1884 wurde die römisch-katholische Mariä-Empfängnis-Kirche erbaut, geweiht dem Patrozinium der Unbefleckte Empfängnis der Allerheiligen Gottesmutter Maria.

### Methodistische Kirche
Zwischen der Jahrhundertwende des 19. Jahrhunderts auf das 20. Jahrhundert begann eine methodistische Kirchenarbeit in der Bačka. Noch vor dem Ausbruch des Ersten Weltkriegs begann man mit dem Bau der Kirche, beendet wurde dieser aber erst 1921. Heutzutage ist die Kirche komplett erneuert worden.

### Gotteshäuser der Stadt Vrbas (Galerie)

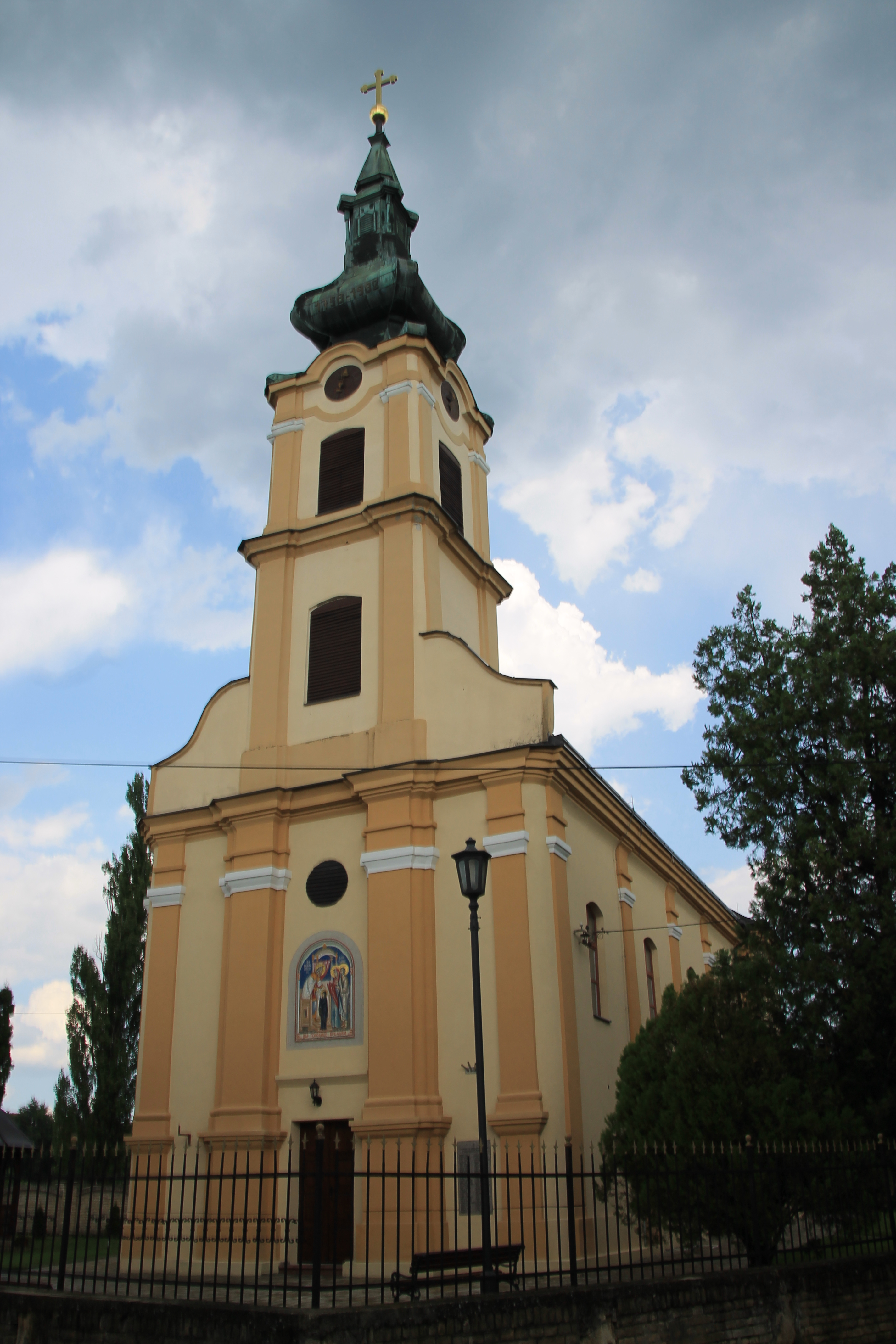
Die Serbisch-orthodoxe Mariä-Tempelgang-Kirche
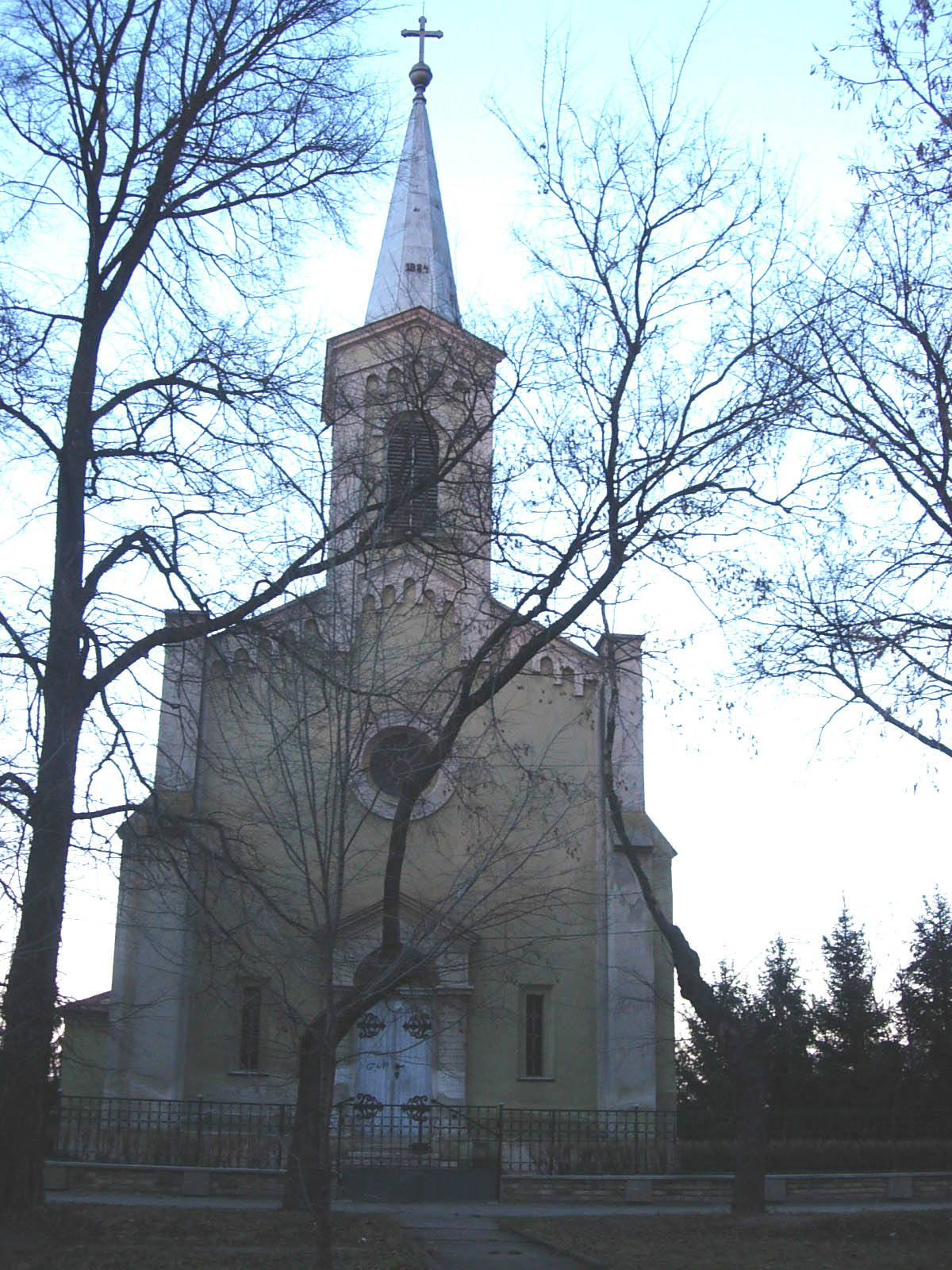
Die Römisch-katholische Mariä-Empfängnis-Kirche
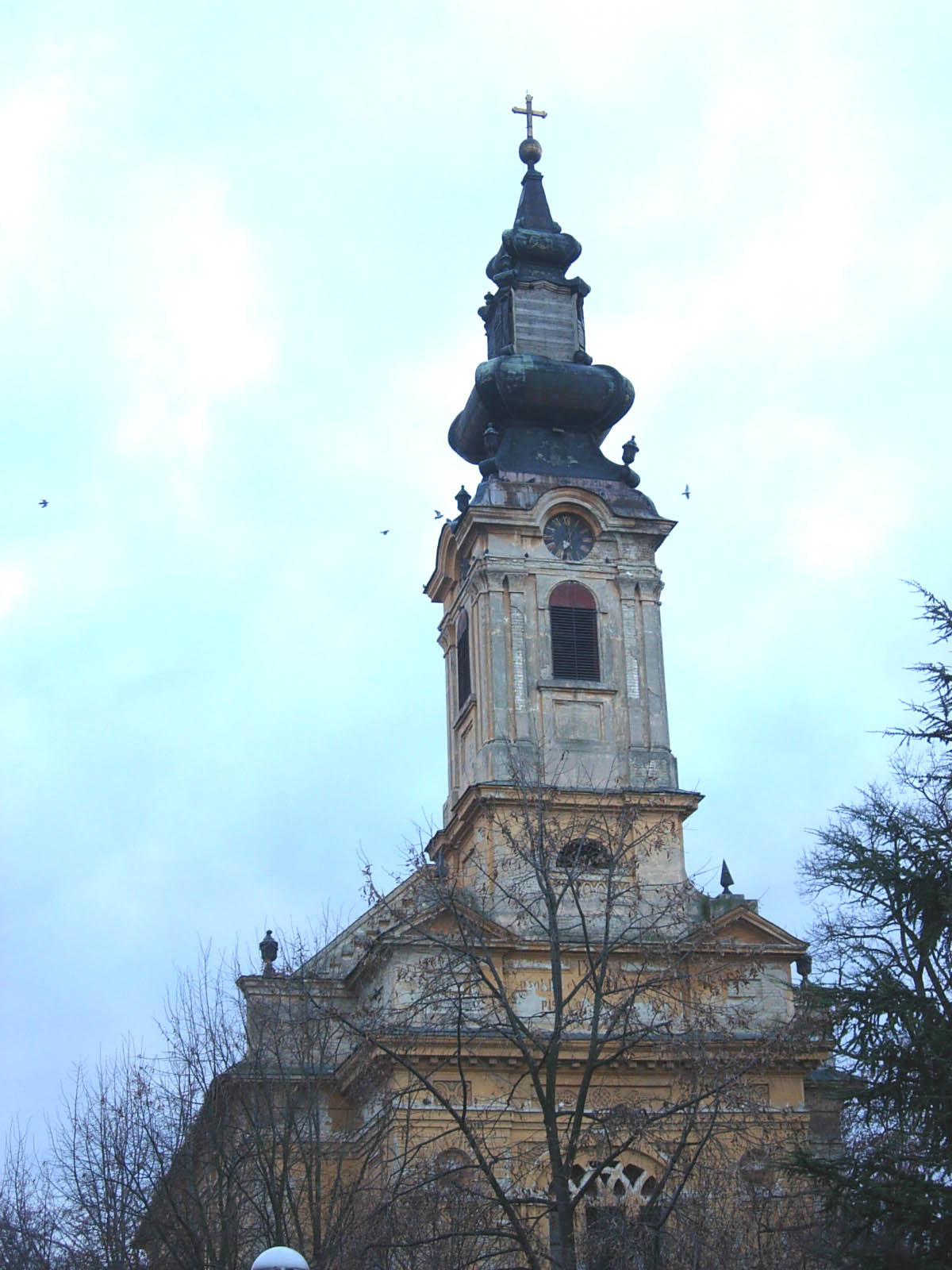
Die Evangelisch-lutherische Kirche
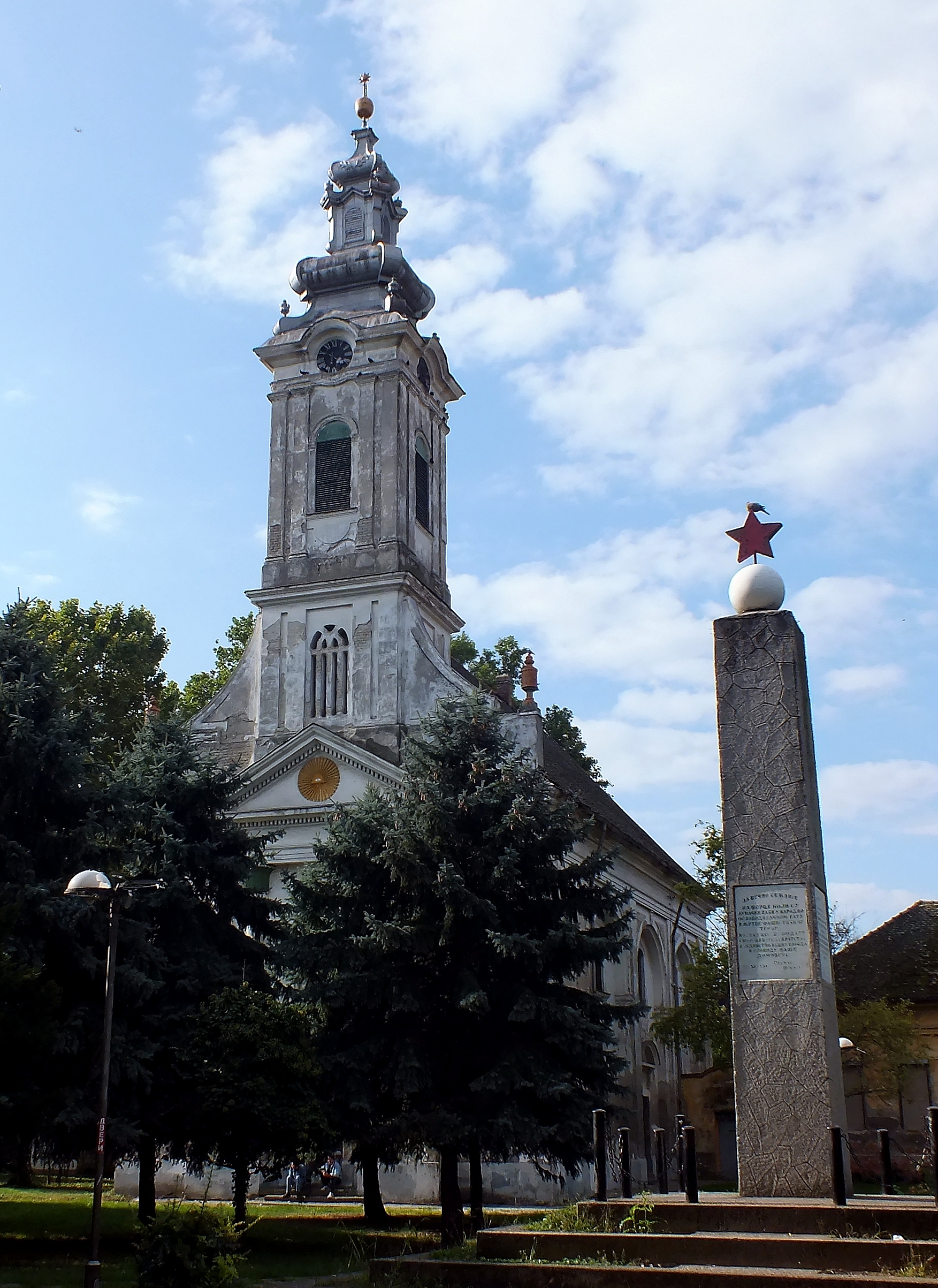
Die Calvinistische Kirche und das Partisanendenkmal
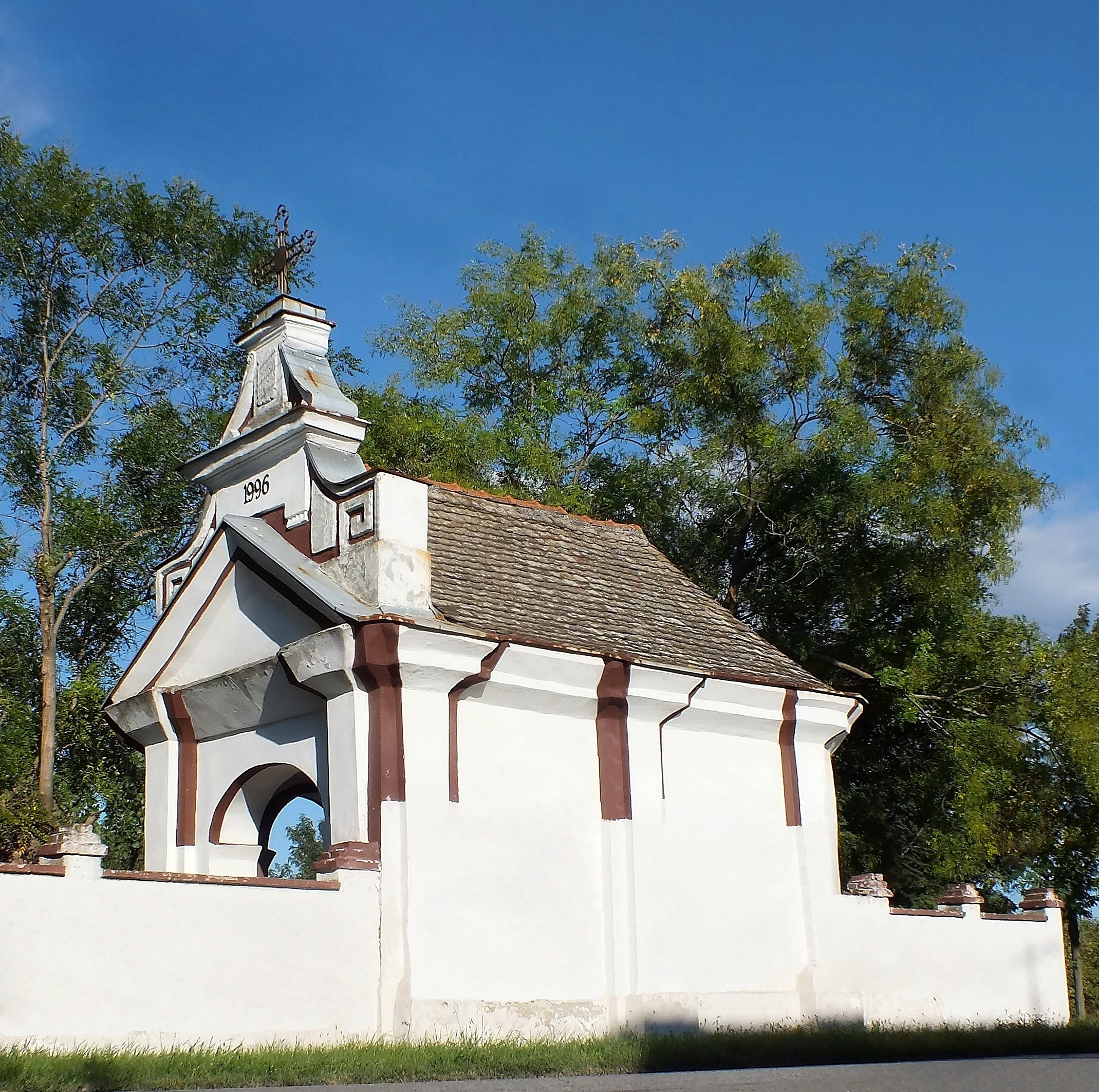
Die Serbisch-orthodoxe Kapelle Hl. Elias
Die Methodistische Kirche zu Vrbas
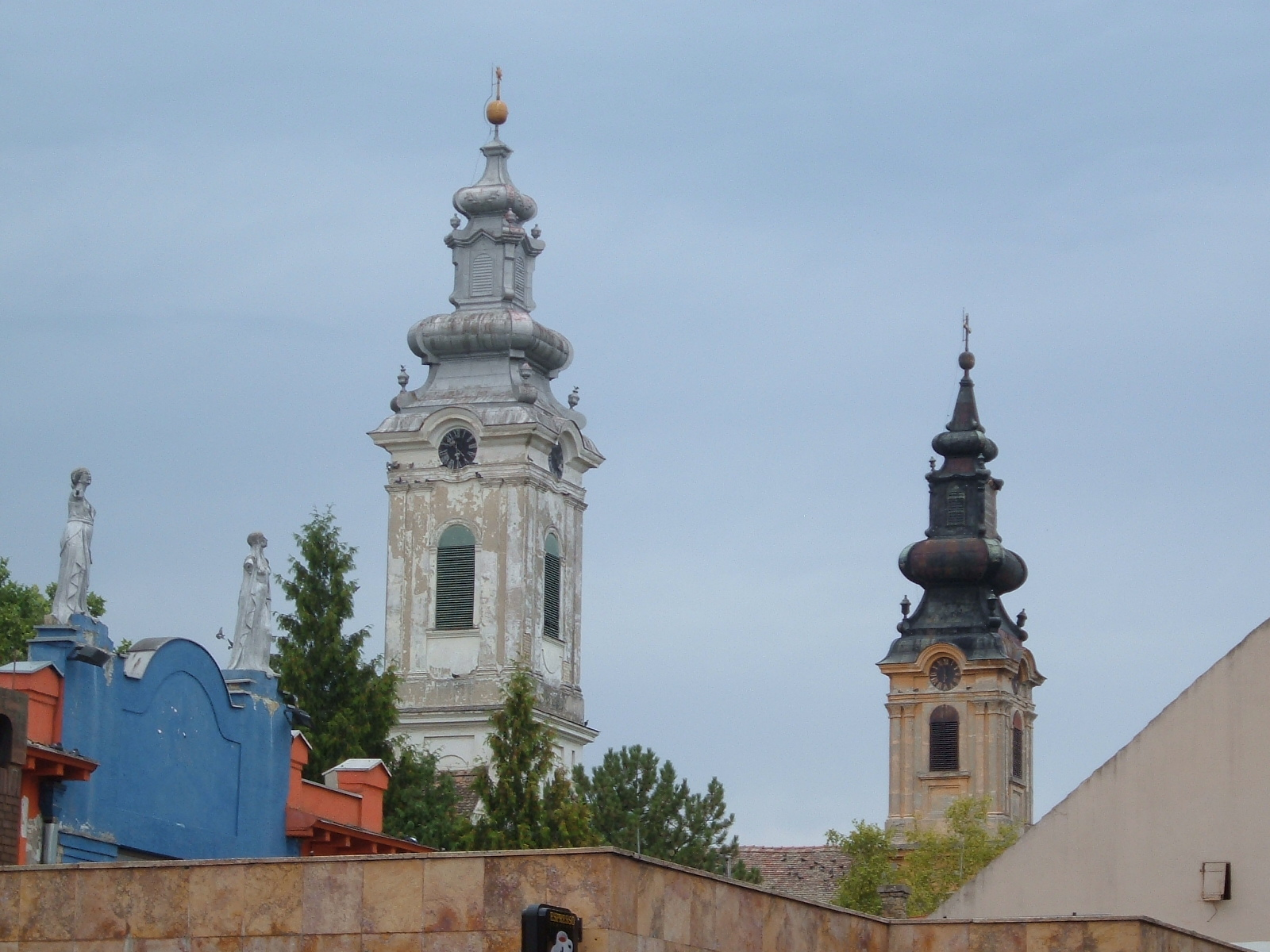
Kirchtürme der Calvinistischen und Lutheranischen Kirche in Nachbarschaft
Die griechisch-katholische Mariä-Schutz-und-Fürbitte-Kirche
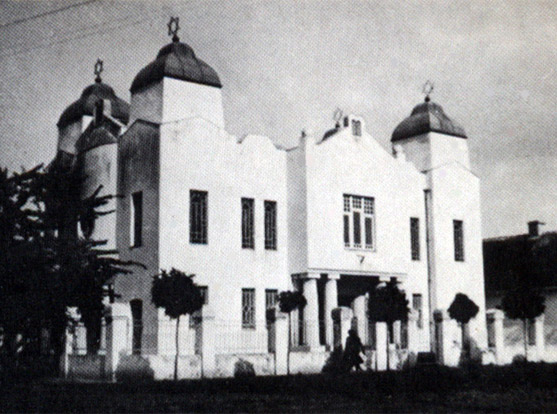
Die in den 1940er Jahren zerstörte Synagoge der Stadt

## Persönlichkeiten

### Hier geboren
- Károly Molter (1890–1981), ungarischer Schriftsteller, Kritiker und Publizist
- Franz Hamm (1900–1988), Verbandsfunktionär und Mitglied der Parlamente in Jugoslawien und Ungarn
- Heinrich Meder (1904–1985), evangelischer Pfarrer, Genossenschaftsgründer
- Gerhart Hetzel (1940–1992), klassischer Geiger, Konzertmeister
- Gerhard Schäffer (* 1942), österreichischer Politiker
- Hermann Lichtenberger (* 1943), evangelischer Theologe
- Julijan Tamaš (* 1950), Slawist
- Jovica Elezović (* 1956), Handballspieler und -trainer
- Dragan Momić (* 1963), Handballspieler und -funktionär
- Zvezdan Terzić (* 1966), Sportfunktionär
- Marijana Matthäus (* 1971), Unternehmerin
- Milorad Mažić (* 1973), serbischer FIFA-Fußballschiedsrichter
- Dragan Stojisavljević (* 1974), Fußballspieler
- Veselin Popović (* 1975), Fußballspieler
- Golub Doknić (* 1982), montenegrinischer Handballspieler
- Radoš Bulatović (* 1984), Fußballspieler
- Danimir Ćurković (* 1984), Handballspieler
- Dragan Marjanac (* 1985), Handballspieler
- Magdi Rúzsa (* 1985), ungarisch-serbische Sängerin
- Darko Fejsa (* 1987), Fußballspieler und Bruder von Ljubomir Fejsa
- Nikola Komazec (* 1987), Fußballspieler
- Ilija Abutović (* 1988), Handballspieler
- Ljubomir Fejsa (* 1988), Fußballspieler und Bruder von Darko Fejsa
- Savo Mešter (* 1990), Handballspieler
- Bogić Vujošević (* 1992), Basketballspieler
- Miloš Orbović (* 1993), Handballspieler
- Bianka Buša (* 1994), Volleyballspielerin
- Miloš Grozdanić (* 1995), Handballspieler
- Boris Buša (* 1997), Volleyballspieler
- Milan Jovanović (* 1998), Handballspieler
- Jovana Jovović (* 2001), Handballspielerin
- Milos Kerkez (* 2003), ungarischer Fußballspieler
- Adriana Vilagoš (* 2004), Speerwerferin